# Vóikove
Vóikove (ucraïnès: Войкове, en rus: Войково, Vóikovo) és un poble de la República Autònoma de Crimea a Ucraïna, que el 2014 tenia 1.694 habitants. Pertany al districte rural de Pervomàiske.